# Округ Џеферсон Дејвис (Мисисипи)
Џеферсон Дејвис (енгл. Jefferson Davis County) је округ у америчкој савезној држави Мисисипи.

## Демографија
По попису из 2010. године број становника је 12.487, што је 1.475 (-10,6%) становника мање него 2000. године.
| Група             | 2000.         | 2010.         |
| Белци             | 5.781 (41,4%) | 4.802 (38,5%) |
| Афроамериканци    | 8.011 (57,4%) | 7.477 (59,9%) |
| Азијати           | 25 (0,2%)     | 18 (0,1%)     |
| Хиспаноамериканци | 107 (0,8%)    | 101 (0,8%)    |
| Укупно            | 13.962        | 12.487        |